# Antoine Pompe

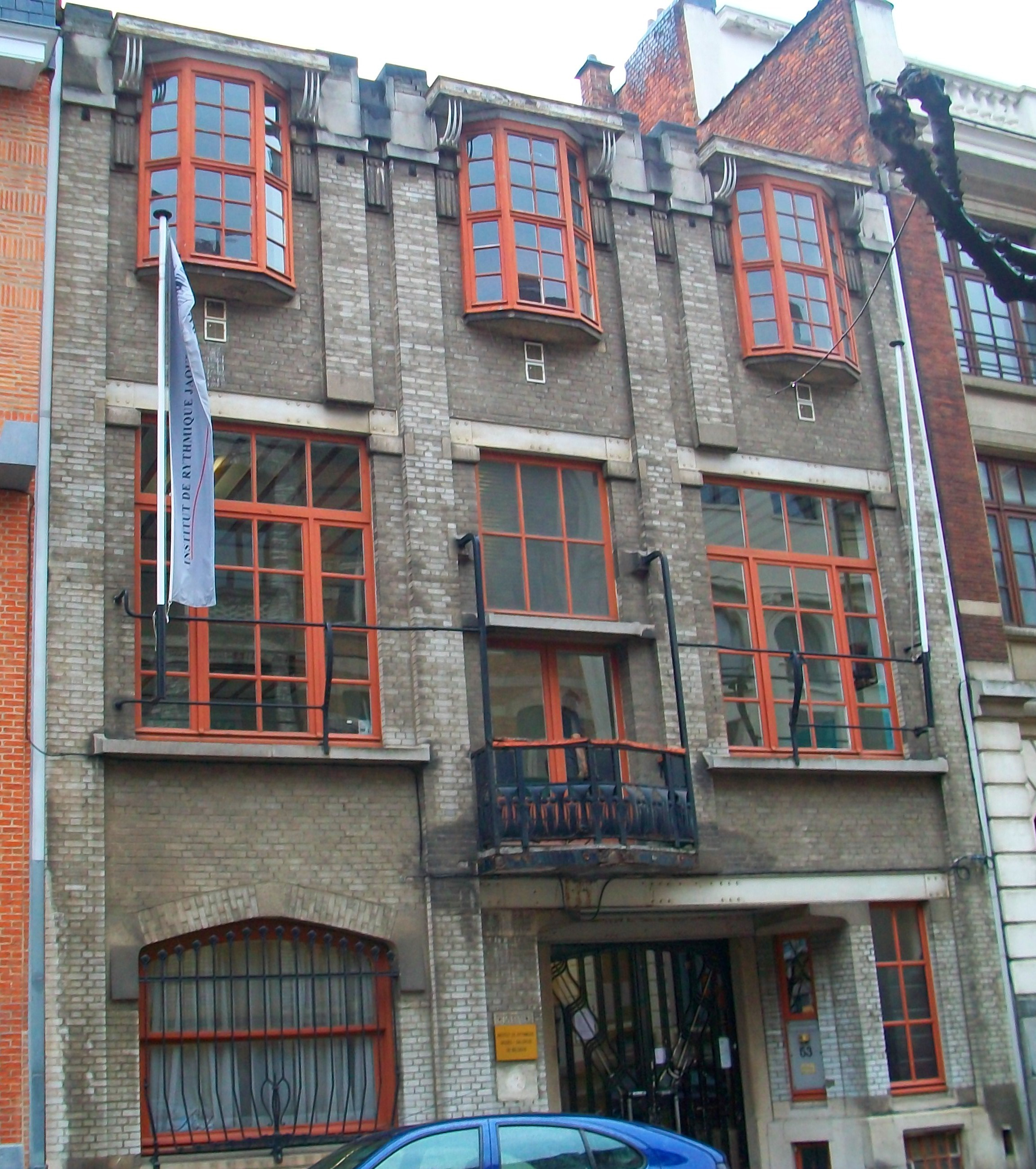
Kliiek van dokter Van Neck (1910)

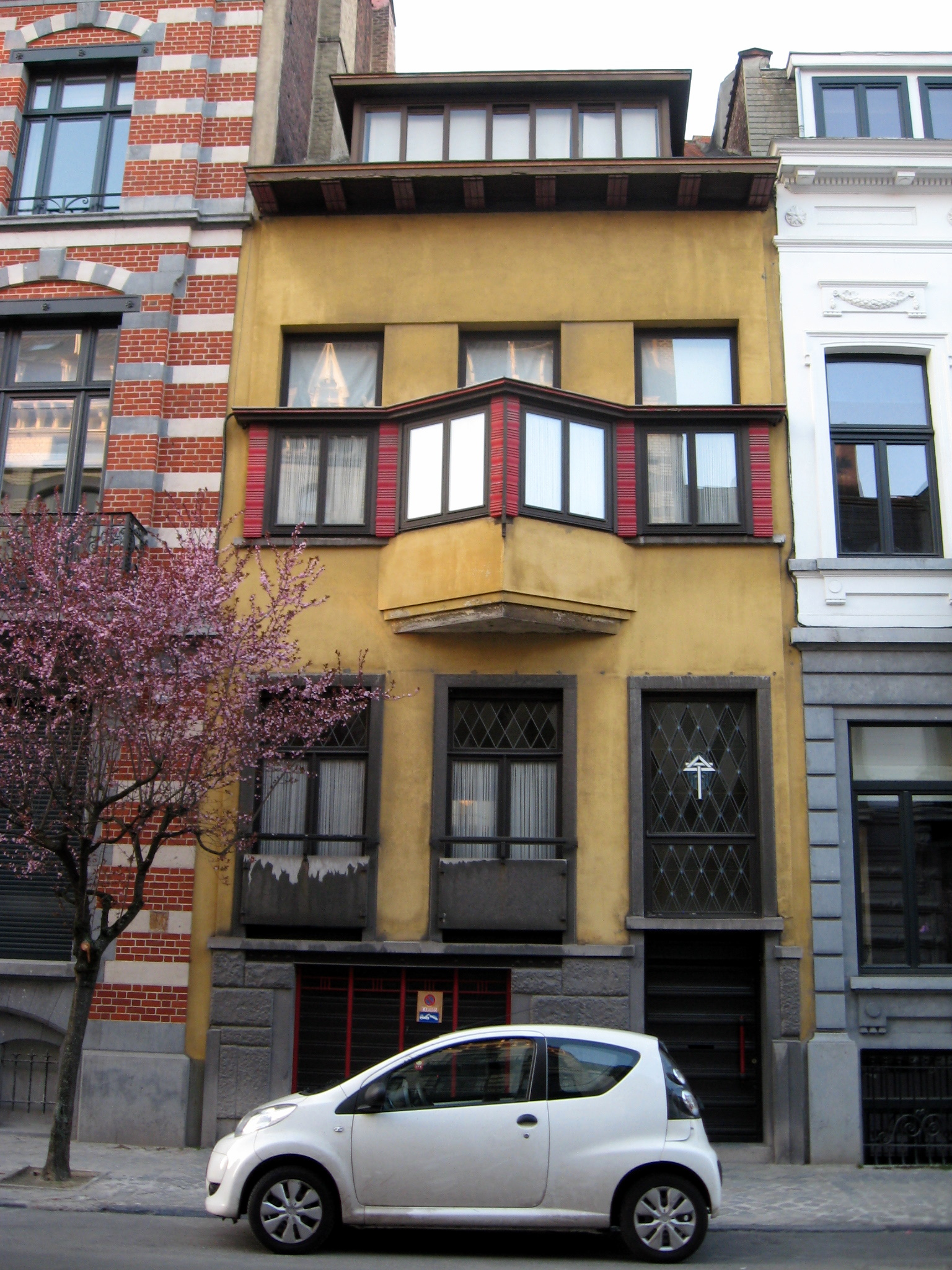
Eigen woning (Kasteleinsstraat 47, Elsene)

Antoine Pompe (Brussel, 9 december 1873 - Ukkel, 9 februari 1980) was een Belgisch architect, meubelontwerper en tekenaar. Hij was een van de pioniers van het modernisme in de Belgische en vooral de Brusselse architectuur. Een aantal van zijn ontwerpen zijn beschermd als monument. Vanaf 1920 ontwierp hij voornamelijk tuinwijken.

## Levensloop

### Afkomst en opleiding
Antoine Pompe was de zoon van een naar Brussel uitgeweken Nederlandse edelsmid. Op 13-jarige leeftijd ging de jonge Pompe naar de Koninklijke Academie voor Schone Kunsten van Brussel, waar hij werd ingewijd in de teken-, gravure- en houtsnijkunst. In 1890 ging hij naar de Königliche Kunstgewerbeschule in München om zich te vervolmaken in de teken- en beeldhouwkunst.

### Pompe als tekenaar
In 1893 keerde Pompe terug naar Brussel en ging als tekenaar aan de slag in een tapijtfabriek en daarna in een metaalconstructiebedrijf. In 1899 ging hij als tekenaar in dienst van Victor Horta werken. Voor Horta tekende hij onder meer diens ontwerp van het Congolees paviljoen voor de Wereldtentoonstelling van 1900 in Parijs. Nadien werkte Pompe nog als tekenaar voor architect Georges Hobé tot in 1903.

### Pompe als architect
Pompe kwam in 1904 in dienst van Adhémar Lener als diens assistent. Zijn eerste eigen ontwerp was een winkelpui in de Louizalaan in Sint-Gillis. In 1908 won Lener samen met zijn assistent Pompe een ontwerpwedstrijd in het raam van de Wereldtentoonstelling van 1910 in Brussel voor het grote luxehotel Palace Hotel aan het Rogierplein in Sint-Joost-ten-Node. Het hotel was het eerste in zijn soort in beton en werd ontworpen in een geometrische art-nouveaustijl.
Vanaf 1910 begon Pompe zelfstandig te werken. Zijn eerste eigen ontwerp dat bekendheid kreeg was de orthopedische kliniek van Dokter Van Neck in Sint-Gillis. Pompe vereenvoudigde vele elementen uit de tot dan toe overheersende art-nouveaustijl waardoor deze een functioneler karakter kregen en introduceerde de eerste elementen van het modernisme in het ontwerp van de kliniek.
Pompe, die geen diploma in de architectuur had behaald, liep in 1912-1913 stage bij architecten in Stuttgart en in de plaatselijke Hof Möbel Fabrik waar hij zich verder bekwaamde in het modernisme. Vervolgens ontwierp en vervaardigde Pompe meubelen waarmee hij exposeerde op de nationale meubeltentoonstelling van 1914. Zijn modernistische ontwerpen vertoonden een stijlbreuk met de tot dan toe overheersende art-nouveaustijl in de meubelkunst.
In 1915 werd Pompe benoemd tot docent aan de kunstacademie van Sint-Jans-Molenbeek waarvan hij in 1925 directeur werd.
Na het einde van de Eerste Wereldoorlog legde Pompe zich meer en meer toe op het ontwerp van tuinwijken. In 1919 ontwierp hij woningen voor de Bataviawijk in Roeselare en in 1920-1921 was hij een van de architecten onder leiding van Jean-Jules Eggericx die de tuinwijk Het Rad in Anderlecht ontwierp. Een veel grotere inbreng had Pompe in het ontwerp van de tuinwijk Kapelleveld in Sint-Lambrechts-Woluwe en Sint-Pieters-Woluwe, waar hij samen met Huib Hoste de leidende architect was. In deze tuinwijk ontwierp Pompe tussen 1922 en 1925 zowat 130 woningen in de later naar hem genoemde Pompewijk. Ondertussen bleef hij ook modernistische woningen en villa's ontwerpen in het Brusselse.
Toen in 1926 het Institut supérieur des arts décoratifs in de Abdij Ter Kameren werd opgericht door Henry Van de Velde vroeg deze laatste Pompe als docent voor de afdeling meubelontwerp. Hij bleef er lesgeven tot aan zijn pensioen in 1939.
Vanaf het midden van de jaren 1930 werd Pompe minder actief. In 1938 ontwierp hij nog de totale verbouwing van het woonhuis van zijn schoonouders in Elsene dat hij het jaar voordien geërfd had. Het huis dat in 1895 in art-nouveaustijl was opgetrokken werd zowel inwendig als uitwendig volledig verbouwd waarbij alle elementen op een andere plaats werden hergebruikt. Het huis was een toonbeeld van hergebruik en functionalisme. Pompe ging er zelf wonen. In 1953 ontwierp hij zijn laatste woning voor een familielid in Wezembeek-Oppem.
Pompe verbleef tot in 1970 in zijn huis, dat hij in 1952 op lijfrente had verkocht, en ging toen naar een bejaardentehuis in Beersel. Hij stierf op 106-jarige leeftijd in Ukkel.

## Tentoonstellingen over Pompe
In 1969 organiseerde het Museum van Elsene een grote tentoonstelling onder de titel Antoine Pompe et l'effort moderne en Belgique (1890-1940). In 1973, ter gelegenheid van zijn 100e verjaardag, vond er een kleinere tentoonstelling plaats met als titel: Antoine Pompe ou l'architecture du sentiment.

## Gebouwontwerpen (selectie)
- Palace Hotel, Sint-Joost-ten-Node (1908-1909)
- Orthopedische kliniek van Dokter Van Neck, Sint-Gillis (1910, en beschermd als monument in 1981)
- Woning Emmanuel Van Driesschestraat 74, Elsene (1914)
- Woning Schotlandstraat 33, Sint-Gillis (1916)
- Bataviawijk, Roeselare (1919)
- Tuinwijk Het Rad, Anderlecht (1920-1921)
- Tuinwijk Hautrage-Nord (1921)
- Woning Atrebatenstraat 129, Etterbeek (1922)
- Tuinwijk Kapelleveld, Sint-Lambrechts-Woluwe en Sint-Pieters-Woluwe (1922-1925)
- Villa Floridalaan, Ukkel (1925-1926, en afgebroken)
- Woonwijk Nieuw-Rodelaan, Sint-Genesius-Rode (1928-1930, en beschermd als dorpsgezicht in 1996)
- Woning Kasteleinsstraat 47, Elsene (1938, eigen woning en beschermd als monument in 1997)